# Media (satrapia)

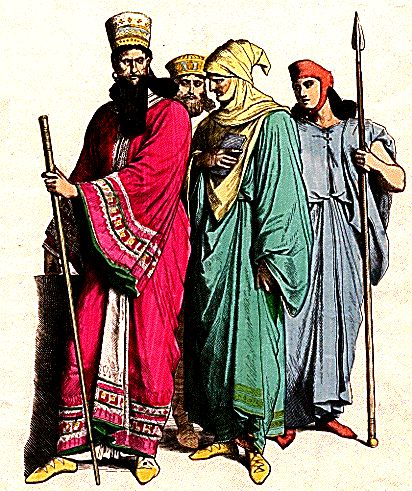
Nobili Medi e Persiani.

La Media fu una satrapia dell'Impero achemenide, e in seguito dell'Impero sasanide. Corrispondeva all'odierno Iran nord-occidentale.

## Storia
Nel 553 a.C., Ciro il Grande, re di Persia, si ribellò al nonno, il re dei Medi Astiage, figlio di Ciassare. Ottenne una vittoria decisiva nel 550 a.C. che ebbe come conseguenze la cattura di Astiage a opera dei suoi stessi nobili, peraltro insoddisfatti, che prontamente lo deposero a favore del trionfante Ciro. Di conseguenza i Medi si sottomisero ai loro parenti stretti, i Persiani. Nel nuovo impero essi ebbero comunque una posizione di rilievo.
Sotto il dominio persiano, la Media venne divisa in due satrapie: la Media del Sud, con l'Ecbatana e Rhagae (Rey presso la moderna Tehran), venne chiamata dai Romani Media proper, o Grande Media, che era inclusa nell'undicesimo distretto; il nord, il distretto di Matiane, insieme ai distretti montagnosi di Zagros e Assiria proper venne unita con l'Alarodia e la Saspiria nell'Armenia orientale, e formò il diciottesimo distretto.
Dopo l'assassinio dell'usurpatore Smerdis, un Fravartish medo (Fraorte), sostenendo di discendere da Ciassare, tentò di restaurare il Regno di Media, ma venne sconfitto dai generali persiani e giustiziato ad Ecbatana. Un'altra ribellione, nel 409 a.C., contro Dario II fu di breve durata.
Quando l'Impero persiano decadde ed i Cadusii ed altre tribù montane si resero indipendenti, l'Armenia orientale divenne una speciale satrapia, mentre sembra che l'Assiria sia stata fusa con la Media; per questo Senofonte, nell'Anabasi chiama l'Assiria "Media".
La Media venne poi conquistata da Alessandro Magno.
Quando l'Impero persiano rinacque sotto la dinastia dei Sasanidi, venne ricostituita la provincia di Media.
Gli Arabi chiamarono Jibal (lett. "Montagne") le antiche regioni della Media, mentre successivamente divennero note come Iraq persiano.